# Armed Forces Bowl 2015 (janvier)
Ne doit pas être confondu avec Armed Forces Bowl 2015 (décembre), joué dans le cadre de la saison universitaire 2015.
Match précédent Match suivant
Le Lockheed Martin Armed Forces Bowl de janvier 2015 est un match de football américain d'après saison régulière et de niveau universitaire.
Il s'agit de la 12e édition de l'Armed Forces Bowl sponsorisée par la société aérospaciale et de défense Lockheed Martin.
Ce match a lieu le 2 janvier 2015 vers 11:00 am ET (soit 17:00 heures françaises) au Amon G. Carter Stadium sur le campus de l'université de Texas Christian à Fort Worth dans le Texas.
L'arbitre principal est Brad Rogers issu de la conférence C-USA.
Le match est retransmis sur ESPN.
Le payout est de 675 000 US$ par équipe.

## Présentation du match
Il oppose les Cougars de Houston (7-5) issus de l'American Athletic Conference aux Panthers de Pittsburgh (6-6) issus de l'Atlantic Coast Conference.
| Équipes                | Conférences | Entraîneurs           | Stats. saison rég. |
| ---------------------- | ----------- | --------------------- | ------------------ |
| Cougars de Houston     | AAC         | David Gibbs (intérim) | 7-5                |
| Panthers de Pittsburgh | ACC         | Joe Rudolph (intérim) | 6-6                |
| Arbitre : Brad Rogers  |             |                       |                    |

L'équipe de Houston est donnée favorite à 2.11 contre 1
Il ne s'agit que de la troisième rencontre entre ces deux équipes et celles-ci sont à une victoire partout.
| Dates             | Lieux                    | Vainqueurs | Vainqueurs | Perdants | Perdants | Séries      |
| ----------------- | ------------------------ | ---------- | ---------- | -------- | -------- | ----------- |
| 14 septembre 1996 | Pittsburgh, Pennsylvanie | Houston    | 42         | Pitt     | 35       | Houston 1–0 |
| 13 septembre 1997 | Houston, Texas           | Pittsburgh | 35         | Houston  | 24       | Égalité 1–1 |

Il s'agit de la 4e apparition à l'Armed Forces Bowl de l'équipe de Houston rejoignant ainsi l'équipe des Falcons de l'Air Force au plus grand nombre de participation au bowl. Les Cougars en étaient à 1 victoire (en 2008 battant 34 à 28 les Falcons de l'Air Force) pour 2 défaites (battus en 2005 par les Jayhawks du Kansas 42 à 13, et en 2009 par les Falcons de l'Air Force 47 à 20).
Pour les Panthers de Pittsburgh, il s'agit de leur 1er Armed Forces Bowl.

## Résumé du match
Conditions météo : Fine pluie, 2 °C, vent de NE, 11 km/h.
Début du match : 11:02 am ET. (17:02 heures française)- Fin du match : 02.23 pm - Durée du match : 03:21.
| EVOLUTION DU SCORE de l'ARMED FORCES BOWL de janvier 2015, |                              |                              |                              |                              |                              | |       |       |
| QT                                                         | Temps                        | Drive                        | Drive                        | Drive                        | Équipe                       | Description de l'action | Score | Score |
|                                                            |                              | Jeux                         | Yards                        | TDP                          |                              | | HOU   | PIT   |
| 2                                                          | 14:02                        | 15                           | 92                           | 07:07                        | PIT                          | TD par RB James Conner à a suite d'une course d'1 yard + 1 pt de conversion par kicker Chris Blewitt                                                                                               | 0     | 7     |
| 2                                                          | 05:40                        | 15                           | 76                           | 06:03                        | HOU                          | TD par RB Kenneth Farrow à la suite d'une course de 2 yards mais le punt de conversion par kicker Kyle Bullard est bloqué                                                                          | 6     | 7     |
| 2                                                          | 01:27                        | 9                            | 70                           | 04:13                        | PIT                          | TD par RB Isaac Bennett à la suite d'une course de 12 yards + 1 pt de conversion par kicker Chris Blewitt                                                                                          | 6     | 14    |
| 2                                                          | 00:00                        | 5                            | 29                           | 00:23                        | PIT                          | FG de 52 yards par kicker Chris Blewitt | 6     | 17    |
| 3                                                          | 05:10                        | 13                           | 91                           | 06:35                        | PIT                          | TD par TE J.P. Holtz à la suite d'une réception de passe de 16 yards de QB Chad Voytik + 1 pt de conversion par kicker Chris Blewitt                                                               | 6     | 24    |
| 4                                                          | 13:58                        | 11                           | 62                           | 05:12                        | PIT                          | TD par RB James Conner à la suite d'une course de 5 yards + 1 pt de cnversion par kicker Chris Blewitt                                                                                             | 6     | 31    |
| 4                                                          | 10:43                        | 9                            | 86                           | 03:15                        | HOU                          | TD par Kenneth Farrow à la suite d'une course de 8 yard s + 1 pt de conversion par kicker Kyle Bullard                                                                                             | 13    | 31    |
| 4                                                          | 06:14                        | 9                            | 60                           | 04:29                        | PIT                          | FG de 29 yards par kicker Chris Blewitt | 13    | 34    |
| 4                                                          | 03:41                        | 6                            | 83                           | 02:33                        | HOU                          | TD par Deontay Greenberry à a suite d'une réception d'une passe de 8 yards de Greg Ward Jr. + 1 pt de conversion par kicker Kyle Bullard                                                           | 20    | 34    |
| 4                                                          | 01:58                        | 6                            | 52                           | 01:43                        | HOU                          | TD par Demarcus Ayers à la suite d'une réception d'une passe de 29 yards de G. Ward Jr. + 1 pt de conversion de Kyle Bullard                                                                       | 27    | 34    |
| 4                                                          | 00:59                        | 4                            | 57                           | 00:59                        | HOU                          | TD par Deontay Greenberry à la suite d'une réception d'une passe de 25 yards de QB Greg Ward Jr. + 2 pts de conversion à a suite d'une passe réussie de QB Greg Ward Jr. Pass à Deontay Greenberry | 35    | 34    |
| "TDP" = temps de possession.                               | "TDP" = temps de possession. | "TDP" = temps de possession. | "TDP" = temps de possession. | "TDP" = temps de possession. | "TDP" = temps de possession. | "TDP" = temps de possession. | 35    | 34    |

## Statistiques
| Statistiques par Équipes               |                      |                      |
| Statistiques                           | HOU                  | PIT                  |
| 1er downs                              | 23                   | 28                   |
| Conversion de 3e Down                  | 6/13                 | 6/13                 |
| Conversion de 4e Down                  | 2/2                  | 2/3                  |
| Nbre total de yards et de jeux         | 486 yards en 65 jeux | 449 yards en 77 jeux |
| Yards à la course                      | 214                  | 227                  |
| Yards à la passe                       | 274                  | 222                  |
| Passes : Réussies-Tentées-Interceptées | 15/25-0              | 18/36-0              |
| TD                                     | 5                    | 4                    |
| Field Goals                            | 0                    | 2                    |
| Réussite en Red-Zne                    | 3/3                  | 5/5                  |
| Sack(s)                                | 1                    | 3                    |
| Fumbles perdus                         | 0                    | 0                    |
| Pénalités (Nombre/Yards perdus)        | 9/ 100 yards         | 5/ 44 yards          |
| Temps de possession                    | 26:17                | 33:43                |

| MVPs     |                |        |            |
| Systèmes | Noms           | Postes | Équipes    |
| Attaque  | Kenneth Farrow | RB     | Houston    |
| Attaque  | Chad Voytik    | QB     | Pittsburgh |

| Statistiques Individuelles |                    |                              |
| Quaterbacks                |                    |                              |
| HOU                        | Greg Ward Jr.      | 15/24, 274 yards, 3 TDS      |
| PIT                        | Chad Voytik        | 18/35, 222 yards, 1 TD       |
| Meilleurs Coureurs         |                    |                              |
| HOU                        | Kenneth Farrow     | 22 courses, 103 yards, 2 TDs |
| PIT                        | James Conner       | 21 courses, 90 yards, 2 TDs  |
| Meilleurs Receveurs        |                    |                              |
| HOU                        | Deontay Greenberry | 4 Réc., 85 yards, 2 TDs      |
| PIT                        | Tyler Boyd         | 9 Réc., 112 yards            |
| Meilleurs Takleurs         |                    |                              |
| HOU                        | McDonald A.        | 8 tackles, 1 assiste         |
| PIT                        | Galambos, M.       | 7 tackles, 1 assiste         |